# Tạp chí thương mại
Tạp chí thương mại (trade magazine, trade rag, trade journal), hay tạp chí ngành nghề (professional magazine), là loại tạp chí xuất bản với mục tiêu hướng tới các đối tượng độc giả làm việc trong một ngành nghề hay lĩnh vực cụ thể nào đó. Thuật ngữ chung cho loại hình xuất bản này là báo chí chuyên ngành.
Tạp chí chuyên ngành thường đăng các thông tin quảng cáo tập trung vào ngành công nghiệp được đề cập đến, cùng với một vài mẩu quảng cáo đại chúng khác. Những tờ báo này cũng thường đăng các thông báo tìm việc, tuyển việc thuộc một lĩnh vực công nghiệp nhất định, một khía cạnh vô cùng cần thiết và hữu ích với nhiều độc giả.
Một số tạp chí chuyên ngành hoạt động với số lượng xuất bản có kiểm soát, có nghĩa là nhà xuất bản sẽ quyết định ai có thể được nhận báo miễn phí định kỳ dựa theo tiêu chuẩn và trình độ chuyên môn trong lĩnh vực của mình. Điều này dẫn tới khả năng tương đối cao cho các quảng cáo đến được với những độc giả tiềm năng của mình.

## Quan hệ với tập san bình duyệt
Trong một số trường hợp, ranh giới giữa tạp chí chuyên ngành và các tập san bình duyệt mờ đi đáng kể. Một ví dụ là tờ BioTechniques, vốn cung cấp các báo cáo kỹ thuật và nhận xét về công nghệ được bình duyệt trong khi vẫn chứa một lượng lớn nội dung quảng cáo, một phần quan trọng trong số các bài viết được viết bởi hoặc cộng tác với các nhà kinh doanh, những người cũng quảng cáo trên cùng một lĩnh vực cụ thể.
Báo Australasian Journal of Bone & Joint Medicine (trước đây có tên gọi Australasian Journal of Musculoskeletal Medicine) là một xuất bản phẩm định kỳ trình bày theo phong cách của một tập san khoa học, xuất bản bởi Elsevier nhưng do công ty dược Merck thành lập và tài trợ. Công việc xuất bản bắt đầu từ năm 2002, và số cuối cùng xuất hiện năm 2005. According to The Scientist:
Merck chi trả một khoản phí không được tiết lộ cho Elsevier để sản xuất một vài số của tờ [Australasian Journal of Bone and Joint Medicine], một xuất bản phẩm có phong cách giống một tập san bình duyệt về chủ đề y dược, nhưng chỉ bao gồm các bài viết in lại hoặc tóm lược—phần lớn trong số đó cung cấp các dữ liệu có lợi cho các sản phẩm của Merck—và rõ ràng nó đơn thuần chỉ là công cụ quảng cáo nhưng không công khai sự tài trợ của công ty chủ quản.